# Ipu Mazagão (distrito de Itapipoca)
Ipu Mazagão é um distrito do município de Itapipoca, no estado do Ceará.